# Dendyidae
Dendyidae – rodzina gąbek wapiennych (Calcarea) z podgromady Calcinea. Obejmuje rodzaje:
- Dendya
- Soleneiscus